# Neuffer Fenster + Türen
Neuffer Fenster + Türen GmbH (ehem. Gebr. Neuffer Fensterfabrik GmbH) ist ein mittelständisches Unternehmen in der Bauzuliefererbranche mit Sitz in Stuttgart. Das Unternehmen wurde 1872 von Ludwig-Ulrich Neuffer gegründet und wird heute in der fünften Generation von Philipp Neuffer geleitet. Die Firma vertreibt überwiegend online Fenster, Balkon-, Terrassen- und Nebeneingangstüren aus Kunststoff, Holz und Aluminium sowie Zubehör-Artikel wie Rollläden, Fensterbänke, Vordächer, Insektenschutz und Pflegeprodukte.

## Geschichte

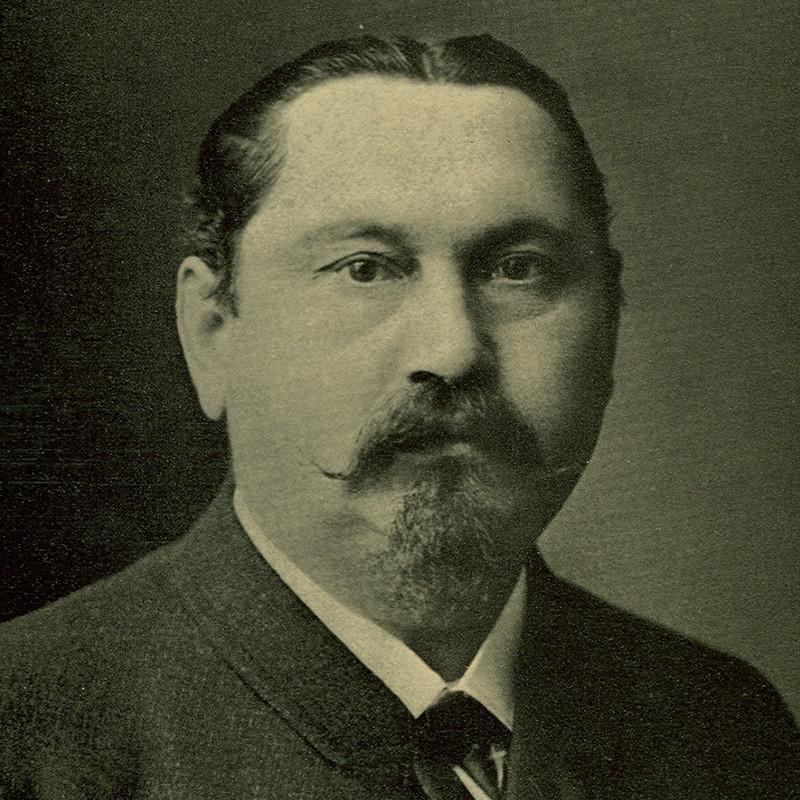
Ludwig-Ulrich Neuffer (1872)

Die Gebr. Neuffer Fensterfabrik wurde am 13. Januar 1872 von Ludwig-Ulrich Neuffer in Stuttgart gegründet, als er eine 500 Jahre alte Glaserei im dortigen sogenannten „Bohnenviertel“ erwarb. Es handelte sich um die 500 Jahre alte „Glaserei Christian Schramm“ in der Becherstraße am Hirschgraben. Unter stetig wachsendem Umsatz lieferte die Firma Neuffer die Fenster für zentrale Bauten der Stadt, so zum Beispiel für das Stuttgarter Rathaus, den Königsbau, das Alte Schloss und die Akademie der Bildenden Künste. Am 24. Januar 1887 wurde der Firmengründer durch das Hofbauamt schließlich zum „Hofglaser“ ernannt.
Der beträchtlich gewachsene Betrieb zog im Jahr 1905 in eine größere Liegenschaft in der Stuttgarter Rosenstraße um. Es handelte sich um die Gebäude der Wagenbaufabrik Wilhelm Wimpff und der benachbarten Kundensägerei Diffenbacher. Um diese Zeit traten auch die beiden Söhne Ludwig-Ulrichs in die väterliche Firma ein: Oskar Neuffer nach langjähriger Glaser-Ausbildung und Albert Neuffer nach Abschluss einer kaufmännischen Ausbildung. 1907 wurde Ludwig-Ulrich Neuffer vom Württembergischen Hofmarschallamt der Titel „Königlicher Hofglaser“ verliehen.
Im Jahr 1913 entwickelte Ludwig-Ulrich Neuffer ein „Reformfenster“, das als „Neuffer-Doppelfenster“ vom königlichen Patentamt unter der Nummer D.R. 171244 patentiert wurde: Bei dieser Konstruktion ließen sich Innen- und Außenfenster gemeinsam öffnen und schließen. Bald darauf entwickelte Sohn Albert Neuffer das „Rekordfenster“, eine Verbundfenster-Variante mit besonders geringem Flügelabstand, und kurze Zeit später das Schiebefenster „System Neuffer“, das hauptsächlich in Hotels, Krankenhäusern und Schulen Einsatz findet.
Die Aufträge weiteten sich ab dem Jahre 1934 zunehmend auf umfangreiche Bauvorhaben im Ausland aus. In den Jahren 1943/44 lag der Schwerpunkt auf der Fertigung von Einheitsfenstern für Wohn- und Betriebsgebäude und von durch den Reichsbeauftragten bestimmten Kriegsnormfenstern.
Aufgrund der im Zweiten Weltkrieg immer weiter gestiegenen Nachfrage an Neuffer Fenstern und verstreuter Produktionsstätten wurden die Räumlichkeiten bald zu klein – im März 1955 bezog man daher größere Räumlichkeiten, diesmal ein 6500 m2 großes Areal in Stuttgart-Wangen in der Nähe des Neckarhafens. An diesem Standort erfolgte die Zusammenlegung sämtlicher Produktionsstätten mit der Verwaltungseinheit.
Im Jahr 1966 übernahm Albert Neuffer jun., ein Enkel Ludwig-Ulrich Neuffers, die Geschäftsführung der Fensterfabrik und wurde hierbei von seinem Sohn Jörg Neuffer unterstützt, der nach seiner Ausbildung in der Schweiz, Schweden, den USA und Finnland in die Firma eintrat und zugleich seinen Posten im Vorstand des Vereins der „Jungglaser“ ausfüllte.
1972 war der Betrieb auf 150 Mitarbeiter angewachsen und in den folgenden Jahrzehnten hauptsächlich im Objektbereich aktiv. Einer der wohl prestigeträchtigsten Aufträge in der Geschichte der Firma wurde die Herstellung, Lieferung und Montage von Holz-Aluminium-Fenstern für die Hauptverwaltung der Daimler AG Stuttgart-Möhringen.
1995 trat Michael Neuffer ein, das Unternehmen stellte die eigenständige Produktion von Fenstern und Türen ein und bezieht die Produkte seitdem über ein Netzwerk von Herstellern und Lieferanten.
Im Jahr 2005 übernahmen die Brüder Michael und Philipp Neuffer, mittlerweile in der fünften Generation, als Firmeninhaber und Geschäftsführer die Neuffer Fenster + Türen GmbH. Sie trennten sich jedoch zu Beginn des Jahres 2013: Michael Neuffer führt seit diesem Zeitpunkt den klassischen Offline-Fensterhandel als Gebr. Neuffer Fensterfabrik GmbH in Stuttgart-Wangen weiter, Philipp Neuffer initiierte den Ausbau der Firma zum eCommerce-Unternehmen und stieg in die globale Verlagerung auf das Internet ein. Seitdem vertreibt er unter der Neuffer Fenster + Türen GmbH den Onlineshop fensterversand.com.
Als einer der ersten Onlineshops für Fenster weltweit machte der mittelständische Betrieb im Jahr 2015 über 13,5 Millionen Euro Umsatz. Davon fielen 75 % auf den Onlineshop zurück, die wiederum zu ca. 80 % aus Umsatz von Privat-, zu rund 20 % aus Umsatz von Geschäftskunden bestanden.
Heute werden Kunden durch ein Netzwerk an Handelspartnern und Vertriebsstandorten weltweit beraten und beim Fensterkauf unterstützt. So werden neben Aufträgen im europäischen Ausland regelmäßig Projekte in den USA, Australien und Asien abgewickelt. Dabei setzt Neuffer auf moderne Fenstertechnik mit der Herkunftsbezeichnung „Made in Germany“.
Durch die Übernahme von 66,1 % der Unternehmensanteile an Neuffer durch die schwedische Investmentfirma Latour zum 1. Januar 2016 strebt das Unternehmen eine noch stärkere Internationalisierung an. Bestand das Unternehmen zu diesem Zeitpunkt aus 24 Mitarbeitern, hatte einen Umsatz von über 13 Millionen Euro sowie 3 % Profitabilität,
hat sich die Zahl der Mitarbeiter bis Mitte des Jahres 2017 auf über 60 verdreifacht. Daneben wurde das Management-Board vergrößert, die Büroräume in der Kronprinzstraße modernisiert und sämtliche Abteilungen (u. a. Development, Marketing, Content-Management) ausgebaut.

## Verbundene Gesellschaften
- Neuffer Grundstücksverwaltungs GmbH & Co. KG[9]
- Neuffer Verwaltungs-GmbH, Stuttgart[10]